# Nardò
Nardò (grekiska: Naridos) är en stad och kommun i södra Italien i (Apulien), i provinsen Lecce. Kommunen hade 31 431 invånare (2017). Nardò gränsar till kommunerna Avetrana, Copertino, Galatina, Galatone, Leverano, Porto Cesareo, Salice Salentino och Veglie.